# Джейсон Кларк
Дже́йсон Кларк (англ. Jason Clarke; нар. 17 липня 1969) — австралійський актор кіно і телебачення. Джейсон Кларк відомий за ролями другого плану в популярних фільмах «Найп'янкіший округ у світі», «Джонні Д.» і «Смертельні перегони». З'являвся в епізодах австралійських телесеріалів.

## Життєвий шлях
Джейсон Кларк народився 17 липня 1969 року у Вінтоні, штат Квінсленд, Австралія. Батько майбутнього актора стриг овець. Джейсон Кларк почав з'являтися на австралійському телебаченні в першій половині 1990-х років. Він знімався в проєктах: «Школа розбитих сердець», «Блу хілери», «Дика сторона», а в 1997 зіграв епізодичну роль у повнометражній картині «Дилема». У 2002 році Джейсон Кларк зіграв констебля Риггса у фільмі «Клітка для кроликів», після чого почав отримувати запрошення на знімання за межами Австралії. Із найуспішніших проєктів за його участю слід відзначити бойовик «Смертельні перегони», що вийшов в 2008 році, і кримінальну драму «Джонні Д.». У 2012 році Джейсон Кларк зіграв одного з братів Бондюрант в картині «Найп'янкіший округ у світі», де його партнерами по знімальному майданчику стали Том Гарді і Шая Лабаф.

## Персональне життя
Дружина (з 2018) — французька акторка і модель Сесіль Бречча (фр. Cécile Breccia), відома роллю лейтенанта Лінк Меньйон у фільмі «Зоряний десант 3: Мародер». У родині подружжя двоє дітей.

## Фільмографія
- 2000 — «Рот на замку»
- 2008 — «Смертельні перегони»
- 2009 — «Джонні Д.»
- 2010 — «Волл-стріт: гроші не сплять»
- 2011 — «Крик в небеса[en]»
- 2011 — «Поля»
- 2011 — «Влада закону»
- 2012 — «Найп'янкіший округ у світі»
- 2012 — «Тридцять хвилин по півночі»
- 2013 — «Великий Гетсбі»
- 2013 — «Штурм Білого дому»
- 2014 — «Кращі янголи[en]»
- 2014 — «Світанок планети мавп»
- 2015 — «Номер 44»
- 2015 — «Термінатор: Генезис»
- 2015 — «Еверест»
- 2017 — «Ферма „Мадбаунд“»
- 2018 — «Вінчестер»
- 2018 — «Перша людина»
- 2019 — «Море спокуси»
- 2019 — «Наслідки»
- 2019 — «Кладовище домашніх тварин»
- 2020 — «Диявол завжди тут»
- 2021 — «Шовковий шлях»
- 2023 — «Оппенгеймер»
- 2025 — «Дім динаміту»